# Grupo 16 de Astronautas da NASA

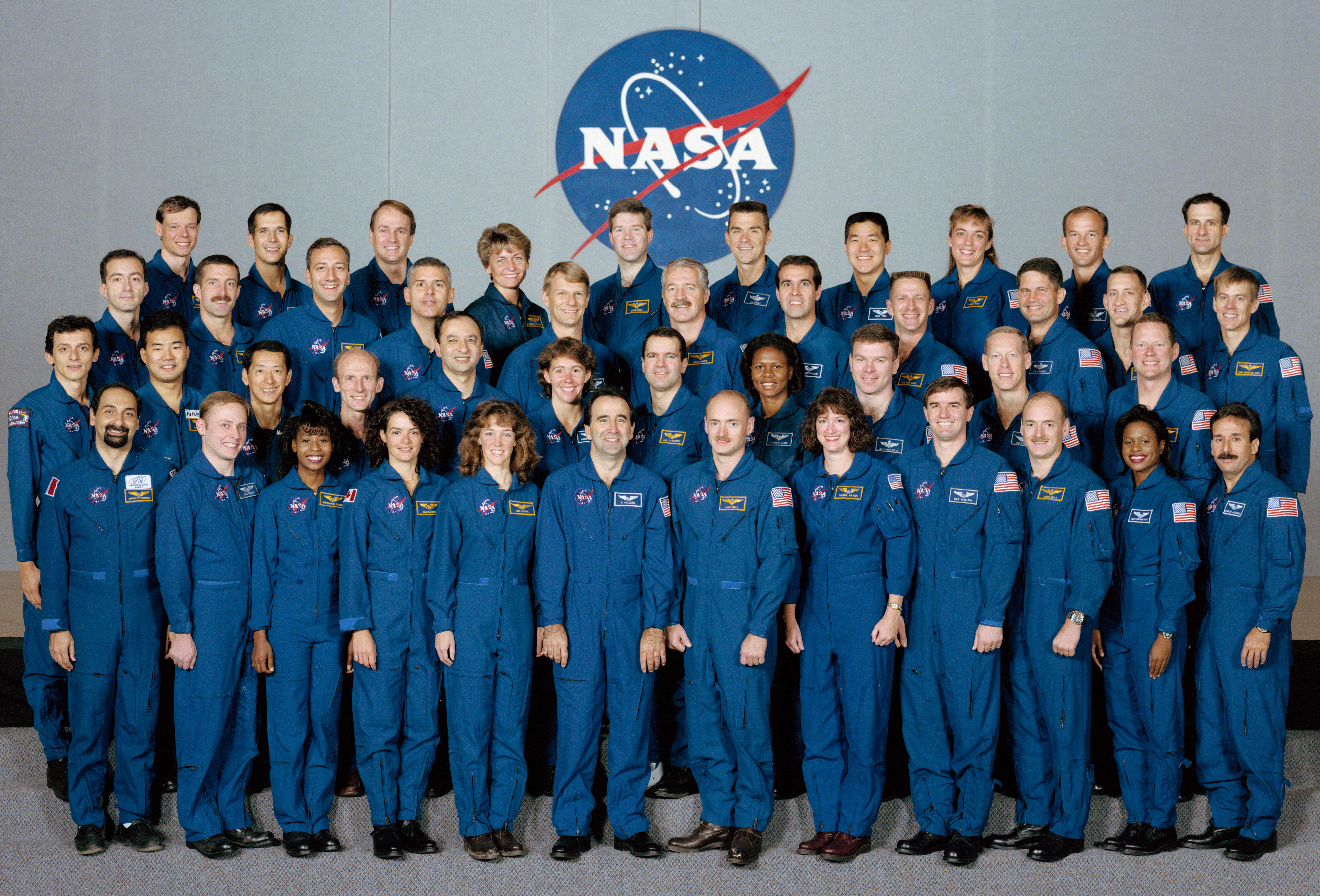
Grupo 16 de Astronautas da Nasa

Grupo 16 de Astronautas da Nasa foi um grupo de astronautas formado pela NASA, anunciado  em 1 de Maio de 1996.
O Grupo 16 da NASA, também conhecido como “The Sardines” devido ao grande número de membros selecionados, foi composto por 44 candidatos, sendo 35 astronautas norte-americanos e 9 astronautas internacionais. Este foi, até então, o maior grupo de astronautas já selecionado pela agência espacial. O grupo incluía pilotos, engenheiros, cientistas e médicos, refletindo a diversidade de habilidades necessárias para apoiar as missões do programa do Ônibus Espacial e da futura Estação Espacial Internacional (ISS).

Os membros do Grupo 16 desempenharam papéis fundamentais em diversas missões do Space Shuttle, incluindo a montagem e o abastecimento inicial da ISS. Muitos deles também continuaram suas carreiras na NASA como instrutores, diretores de voo e até mesmo administradores. Alguns dos astronautas mais conhecidos desse grupo incluem Peggy Whitson, que viria a se tornar a primeira mulher comandante da ISS, e Rick Mastracchio, veterano de várias missões espaciais. A seleção desse grupo marcou uma nova fase da exploração espacial dos EUA, focada na cooperação internacional e em estadias de longa duração no espaço.